# Church of Jesus Christ (Cutlerite)
Church of Jesus Christ ("Jesu Kristi kyrka") är ett samfund i Sista Dagars Heliga-rörelsen grundad av Alpheus Cutler, som bedrev mission bland indianerna vid tiden för Joseph Smiths mord. Cutler vägrade att avbryta detta arbete trots att Brigham Young bad honom att följa med honom till Utah.
Istället grundade han och några meningsfränder en egen kyrkan som idag endast finns i Independence i Missouri. 
Samfundet är känt för att hålla fast vid en del äldre levnadsregler och traditioner, som t.ex. Enoks orden. 
En utbrytargrupp ur denna kyrka är Restaurerade Jesu Kristi Kyrka av Sista Dagars Heliga.